# Субр, Шарль

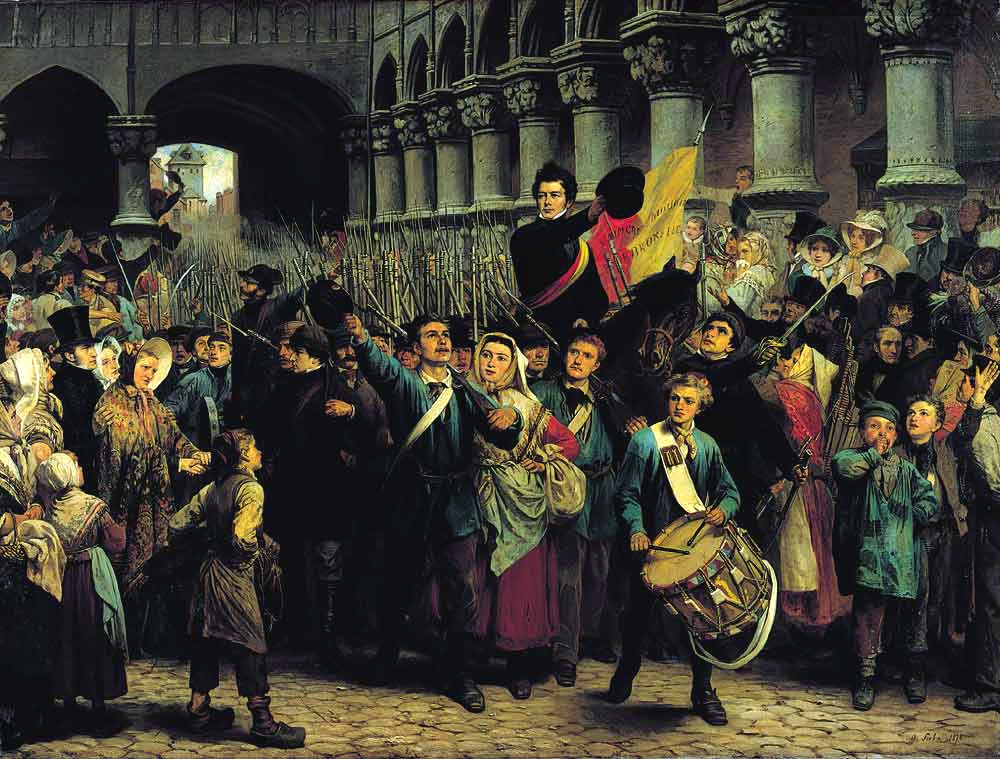
Le départ des volontaires liégeois pour Bruxelles en 1830

Шарль Субр (фр. Charles Soubre; 4 февраля 1821, Льеж — 30 января 1895, там же) — бельгийский художник, педагог, профессор Академии изящных искусств в Льеже.

## Биография
Младший брат композитора, директора Льежской консерватории Этьенна Субра. Обучался в льежской Академии изящных искусств у Жиля-Франсуа Клоссона.
С 1854 по 1889 год преподавал рисунок в альма матер.

## Творчество
Шарль Субр — представитель романтизма, автор крупных исторических полотен, портретист, жанрист, пейзажист.

## Избранные работы

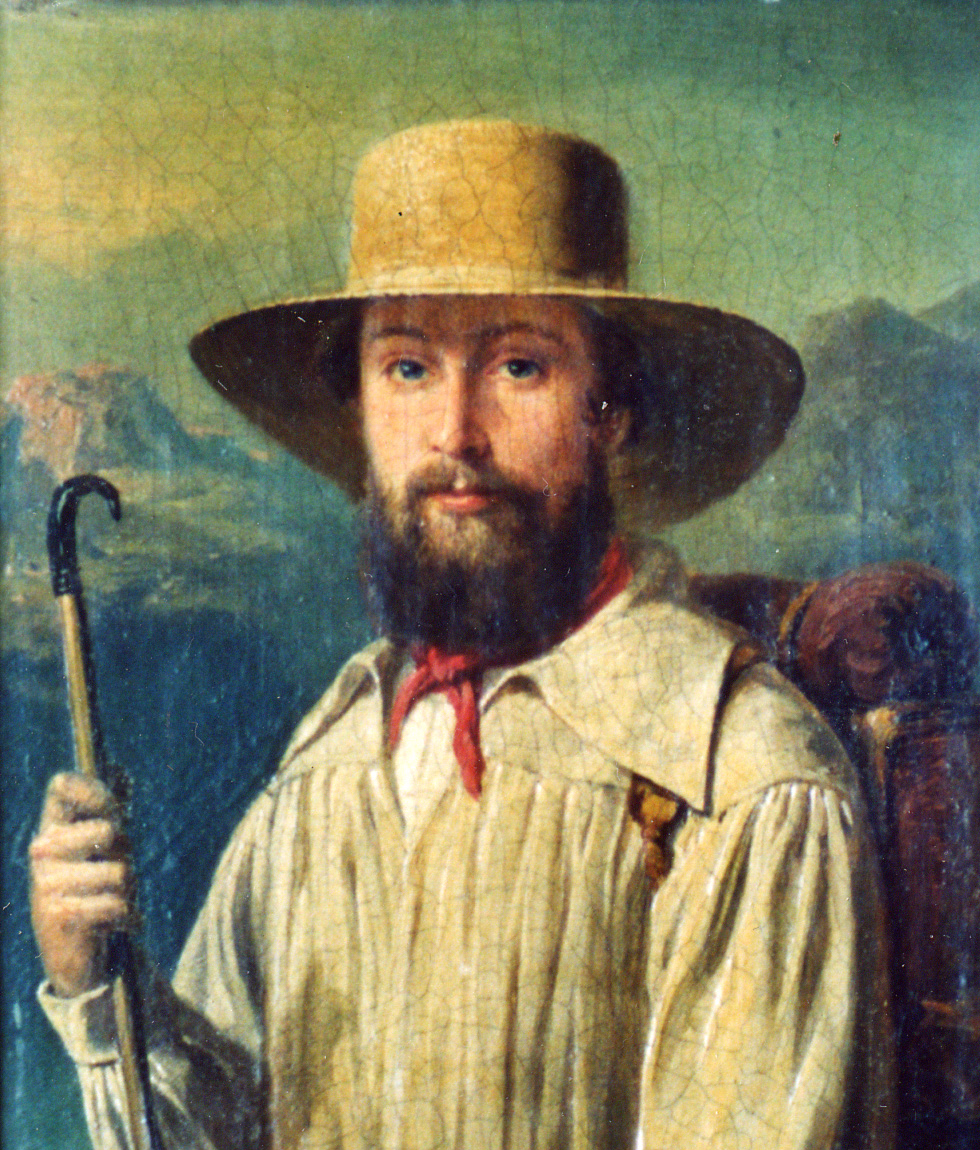
Автопортрет
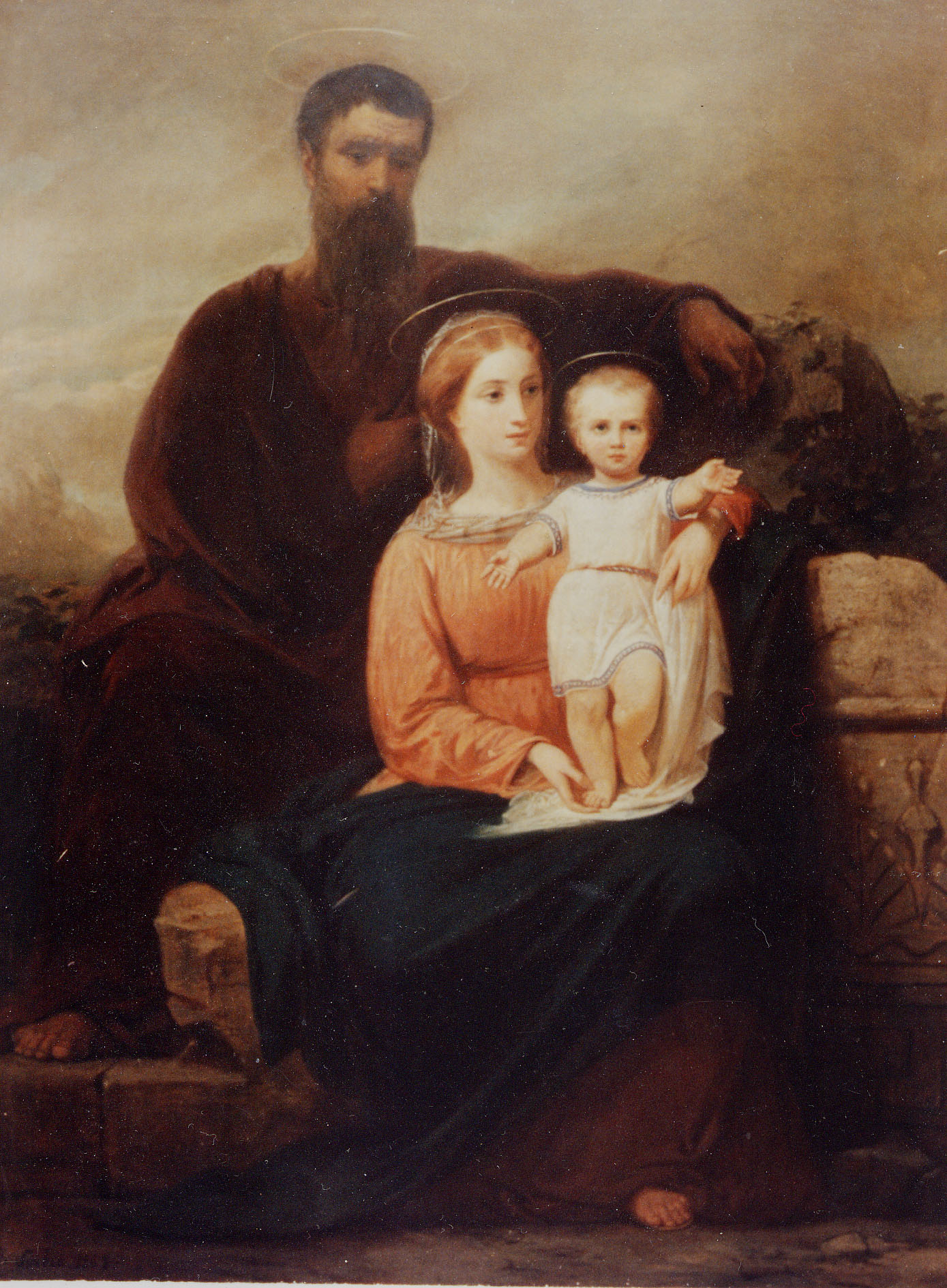
Святое семейство
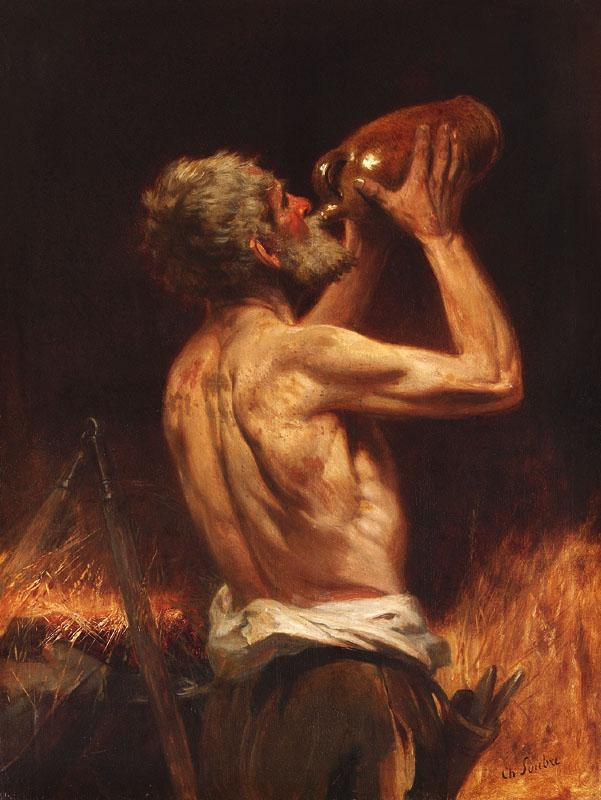
Жнец, утоляющий жажду
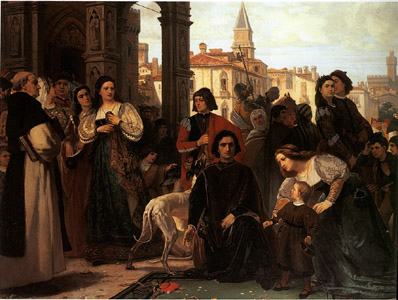
Благородная семья (1871)
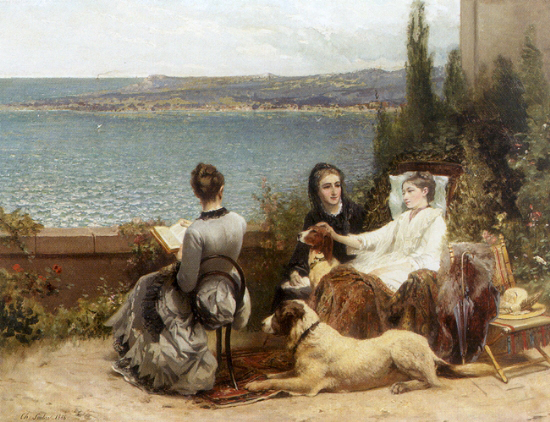
Дамы с собаками. Лето. (1883)

1. ↑  https://www.openarchieven.nl/abb:faae5a2e-56a8-328d-8b83-dd3a3642c31d/fr